# オフィスの女王
『オフィスの女王』（オフィスのじょおう）は、2013年に韓国放送公社 (KBS) で放送された連続テレビドラマ。2007年に日本で放送された日本テレビ系の連続テレビドラマ『ハケンの品格』のリメイクで、舞台をソウルにある大手食品会社に設定し、主人公ミス・キム役をキム・ヘスが演じた。韓国でのタイトルは『직장의 신（職場の神）』で、日本ではタイトルを『オフィスの女王』とした。
韓国で毎週月曜日と火曜日の夜9時55分から毎回約1時間「月火ミニシリーズ」枠で、2013年4月1日から5月21日まで全16回にわたって放送された。ユン・ナンジュンが脚本を書き、チョン・チャングンとノ・サンフンが演出した。主演のキム・ヘスの他、相手役にオ・ジホ、ミス・キムの直属の上司役にイ・ヒジュン、同僚の派遣社員役にチョン・ユミ、新入社員の正社員役にチョン・ヘビンが出演した。

## 背景と評価
韓国は4年制大学卒業者の就職率が2012年の調査では6割程度と厳しい社会状況で、非正規職員も多数を占める雇用情勢だが、派遣社員を主人公にしたドラマは韓国では本作品以前になかった。放送が開始されると視聴者から「熱い反応」があり、非正規職問題を取り上げた時宜を得た企画であると評価された。
ただし、後半の恋愛喜劇については「無駄」という意見がある一方で評価する意見もあり、全体としてオリジナルの日本版よりコメディー性を強調した創作で気軽に視聴するべき作品になっている。初回の視聴率は約8パーセント。最高視聴率は第8回の約15パーセントだった。
主演のキム・ヘスは、年末恒例の放送局が自社放送番組を対象に授賞する番組の一つ「KBS演技大賞」で最高賞の大賞を主演俳優として受賞した。翌年2014年5月に開催された第50回百想芸術大賞では、テレビ部門の最優秀女性演技賞候補5人のうちの一人として本作『職場の神』（オフィスの女王）のキム・ヘスの名が挙がったが、受賞は逃した。

## 日本における展開
この韓国版リメイクを日本では『オフィスの女王』と題してKNTVなどで日本語字幕付きで放送し、2015年5月にDVDの全巻セットが発売されたほか、インターネット上の有料動画配信サービスサイトdTVなどで配信もされた。

## 登場人物
ミス・キム
演 - キム・ヘス
韓国初の自発的派遣社員（外部の契約社員）。労働者派遣（業務請負）会社「派遣の品格」に勤続5年目で、派遣先企業は「Y・Jang（Y醤）グループ」本社、配属部署はマーケティング営業支援部。派遣契約期間は3か月。年齢不詳。
チャン・ギュジク〈32歳〉
演 - オ・ジホ
マーケティング営業部のチーム長（次長クラス）。
チョン・ジュリ〈25歳〉
演 - チョン・ユミ
マーケティング営業支援部の派遣社員。派遣1年目（初回の派遣契約期間は3か月）。
ム・ジョンハン〈32歳〉
演 - イ・ヒジュン
マーケティング営業支援部のチーム長。
ケ・ギョンウ〈27歳〉
演 - チョ・グォン
マーケティング営業支援部の新入社員。正社員。
コ・ジョンド〈57歳〉
演 - キム・ギチョン
マーケティング営業支援部の課長。正社員。
ファン・ガプトゥク〈54歳〉
演 - キム・ウンス
マーケティング営業部兼マーケティング営業支援部部長。正社員。
クム・ビンナ〈25歳〉
演 - チョン・ヘビン
マーケティング営業部の新入社員。正社員。
ク・ヨンシク〈34歳〉
演 - イ・ゴン
マーケティング営業部の代理（主任クラス）。正社員。
シン・ミング〈29歳〉
演 - ナ・スンホ
マーケティング営業部の部員。正社員2年目。
パク・ポンヒ〈29歳〉
演 - イ・ミド
マーケティング営業部の派遣社員。派遣5年目。
オ・ジラン〈25歳〉
演 - ソン・ジイン
マーケティング営業部の派遣社員。派遣2年目。
ヨン・ダラ〈24歳〉
演 - イ・ソユン
マーケティング営業部の派遣社員。派遣1年目。
ヨ・ジャンミ〈44歳〉
演 - キム・ナウン
製品開発管理部部長。
アン・ジョンチョル〈32歳〉
演 - オ・ヨン
労働者派遣会社「派遣の品格」の正社員でジョブ・マネージャー（担当営業）。入社6年目。
ハン店長
演 - キム・グァンギュ
取引先のスーパーの店長。
ロサ
演 - キム・ボミ
バーの社長。ミス・キムと親しく、彼女の過去を知っている。
フリセサ
演 - イ・ヒョンジェ
バーの店員。
オンマソン食堂社長
演 - トン・バンウ
ミス・キムの行きつけの食堂の社長。
ウォン・ジュファン
演 - カン・シンチョル
ミス・キムの昔の恋人。
駅員
演 - ソン・ホスン
職員
演 - チェ・ジョンファ
洗車場アルバイト
演 - ヤン・サングク
ジュリのUSBを最初に持っていた。
洗車場アルバイト2
演 - キム・ギヨル
ジュリのUSBを2番目に持っていた。
中国料理店配達員
演 - ホ・ギョンファン
ジュリのUSBを3番目に持っていた。
工事現場作業員
演 - キム・ジュヒョン
ジュリのUSBを最後に持っていた。
ビル管理員
演 - キム・ギリ
ギュジクの演説中に掃除するミス・キムを阻止する。
醤油漬けの達人
演 - キム・ビョンマン
ミス・キムと醤油漬けの仕事をしたことがある。
ホームショッピングのMD
演 - コ・スヒ
ホームショッピングのPD
演 - イ・ジュニョク
オン・アジプ会長
演 - クォン・ソンドク
伝統的な方法で最高の塩を作る。
オン・ソシン
演 - ハン・スンヒョン
オン会長の息子。
チャン・ドゥクテ〈53歳〉
演 - イ・ジョンソプ
味噌玉麹ソムリエ。